# 莱绍恩
莱绍恩（西班牙語：Lezáun）是西班牙纳瓦拉的一个市镇。总面积19平方公里，总人口280人（2001年），人口密度15人/平方公里。